# 王坦修
王坦修（1744年—1809年），字中履，号正亭，湖南宁乡人，清代教育家，岳麓书院山长。

## 生平
乾隆三十七年（1772年），王坦修考中进士。嘉庆四年（1799年），因为父亲亡故而守孝回乡，服满3年孝期后不再做官，先后主讲常德朗江、湘潭书院，“沅湘士子争向先生问学，皆以名德推重，其高材生后多通显”。嘉庆十四年，巡抚景安聘王坦修为长沙岳麓书院山长，半年后，王坦修病逝于岳麓书院中。王坦修曾参与编撰《四库全书》，校勘《永乐大典》。

## 履历
- 四库馆纂修
- 武英殿分校
- 顺天乡试同考、会试同考、侍讲、侍读、
- 顺天日讲起居注

## 作品
- 《东湖经史札记》
- 《东湖诗文集》